# Les Cercles du vicieux
Pour plus de détails, voir Fiche technique et Distribution.
Les Cercles du vicieux est un film français réalisé par Philippe Vallois sorti le 17 mars 2016.

## Synopsis
Mai 1973. En revenant du festival de Cannes, un jeune autostoppeur, perdu à la tombé de la nuit, trouve refuge dans une ferme où un vieil homme revendique son homosexualité et prétend venir du futur.

## Fiche technique
- Titre original : Les Cercles du vicieux
- Réalisation : Philippe Vallois
- Scénario : Philippe Vallois
- Pays d'origine :  France
- Langues originales : français
- Format : couleur
- Genre : comédie fantastique
- Durée : 110 minutes
- Date de sortie :  France : 17 mars 2016

## Distribution
- Alexis Sageot : Jean-Jacques Baudry
- Philippe Vallois : Maxime
- Tony Zarouel : Ahmed
- Maellise Banton : Evelyne
- Alice Oliot : Maggy Priester
- Belen Ferris : Madame Priester